# Hatásfok
A hatásfok a rendelkezésre álló energia felhasználásának mértéke. A hatásfok számítása:
{\displaystyle \eta ={E_{h} \over E_{b}}}
ahol:
η – a hatásfok,
Eh – a hasznosult energia,
Eb – a befektetett (összes) energia.
A befektetett energia és a hasznosult energia különbsége az EV veszteség (amely hőként, hangként vagy egyéb formában a környezetbe távozik):
{\displaystyle E_{V}=E_{b}-E_{h}}
Az energiamegmaradás törvényéből következik, hogy a hatásfok 1-nél, vagy százalékban kifejezve 100%-nál nagyobb nem lehet. Gyakorlatilag a hatásfok mindig kisebb 100%-nál. A javítása a veszteség csökkentésével vagy egy részének hasznosításával történik.
A hétköznapi szóhasználatban az energia szó szerepel, de a valóságban többnyire a teljesítmény értékét számítjuk (bevezetett, kinyert teljesítmény és teljesítményveszteség). Ebben az értelemben a következő forma is helyes: {\displaystyle \eta ={P_{h} \over P_{b}}} 
ahol P a teljesítmény.
A mértékegységekkel és fizikai mennyiségekkel foglalkozó nemzetközi intézmények (BIPM, NIST, IUPAC) ezzel a kérdéssel nem foglalkoznak, mert a hatásfok az egy mértékegységű és egy dimenziójú mennyiségek közé tartozik. Az IUPAC Green Book harmadik kiadása magyarázat nélkül csupán a nevét említi az egy dimenziójú mennyiségekről szóló fejezetben (97. oldal: 3.10.1. Fractions (relative values, yields, and efficiencies).

## Energiafolyam

Kombinált ciklusú erőmű tipikus energiafolyama
Q=A fűtőanyag energiája
GT=gázturbina által szolgáltatott energia
ST=gőzturbina által szolgáltatott energia
V1,V2,V3,V4,V5,V6=különböző veszteségek

A veszteségek több forrásból keletkezhetnek, ezt szemléletesen az energiafolyam diagramban (Sankey-diagram) szokták ábrázolni. Az energia áramlását százalékos értékével arányos vastagságú nyíllal jelölik, melyből az egyes veszteségek elágaznak, esetleg valamilyen energiahasznosító művelet segítségével visszaáramolnak a rendszerbe. Példaképpen egy kombinált ciklusú erőmű egyszerűsített energiafolyam ábrája látható, ahol az erőműbe bevezetett energiából a gázturbina által hajtott generátor szolgáltatta elektromos energia (GT) és a gőzturbina generátorának elektromos energiája a hasznos energia. Az erőmű összhatásfoka az ábra jelöléseivel:
{\displaystyle \eta ={\frac {GT+ST}{Q}}}

## Összhatásfok
Az egyes veszteségek hatását részhatásfokkal lehet figyelembe venni. Az ilyen módon számolt hatásfokokkal az összhatásfok a részhatásfokok szorzatával egyenlő:
{\displaystyle \eta _{\ddot {o}}=\eta _{1}*\eta _{2}*...\eta _{n}\,}

### Termikus hatásfok
Az ideális Carnot-ciklus hatásfoka :{\displaystyle \eta _{C}={\frac {W}{Q_{H}}}=1-{\frac {T_{0}}{T}}}, ahol
{\displaystyle W} a ciklusból nyert munka;
{\displaystyle Q_{H}} a hőenergia;
{\displaystyle T_{0}} az alacsonyabb hőmérsékletű hőtartály
{\displaystyle T} a magasabb hőmérsékletű hőtartály hőmérséklete
Carnot tétele szerint semmilyen termikus folyamat hatásfoka nem lépheti túl ezt az értéket.
Ha a ciklusok számának mértékegysége {\displaystyle 1}, akkor a munka és a hőmennyiség mértékegysége {\displaystyle {\rm {\frac {J}{1}}}}.
Ugyanezt a hatásfokot kapjuk, ha a munkavégző közeg tömegére vonatkoztatjuk a munkát és a hőmennyiséget, tehát mértékegységeik: {\displaystyle {\rm {\frac {J}{kg}}}}

## Részteljesítmény
Egy adott berendezés (erőgép vagy munkagép) hatásfokát több tényező befolyásolhatja, így környezeti tényezők (például légnyomás, külső hőmérséklet), de jelentősen változhat a hatásfok a terhelés függvényében. Sok veszteség nem, vagy csak kis mértékben függ a berendezés pillanatnyi teljesítményétől, vagyis a bevezetett energiától. Egy forgó villanymotor súrlódási vesztesége független attól, hogy teljes teljesítménnyel dolgozik vagy éppen üresjáratban forog. Az első esetben a hatásfoka a legnagyobb, a másodikban értéke zéró. A műszaki adatok között közölt hatásfok értékek általában a legkedvezőbb esetre értendők. Egy olyan gép értékelésénél, mely gyakran jár részterhelésen, tehát nemcsak a katalógusban megadott hatásfokot kell mérlegelni.

## Néhány energiaforrás hatásfoka
- Korai villanykörték 3-5%
- Korai gőzgépek (melyek a fáradt gőzt kiengedték a szabadba) ~5%
- Gőzgép (kondenzátorral) <25%
- Benzinmotor 21-33%
- Dízelmotor 29-42%
- Hagyományos hőerőmű 30-40%
- Kombinált ciklusú kondenzációs hőerőmű <60%
- Hőhasznosító hőerőmű (távfűtés) <90%
- Transzformátor 75-98%
- Vízerőmű
- Villamos motor 60-96%

## Mértékegysége
A hatásfok mértékegysége 1 (egy). Az SI-mértékegységrendszer az egy dimenziójú és egy mértékegységű mennyiségek mértékegységét az 1-es számjeggyel jelöli, és, ahol szükségtelen, ott el is hagyja. Aktuálisan 1-et kapunk akár energia mértékegységeket osztunk el egymással, akár teljesítmény mértékegységeket.
A tévedés onnan származik, hogy a Sankey-diagramban szereplő energia-mennyiségek mindig azonos időszakra vonatkoznak, tehát valójában a teljesítmény értékét fejezik ki.